# 法国戴维斯杯代表队

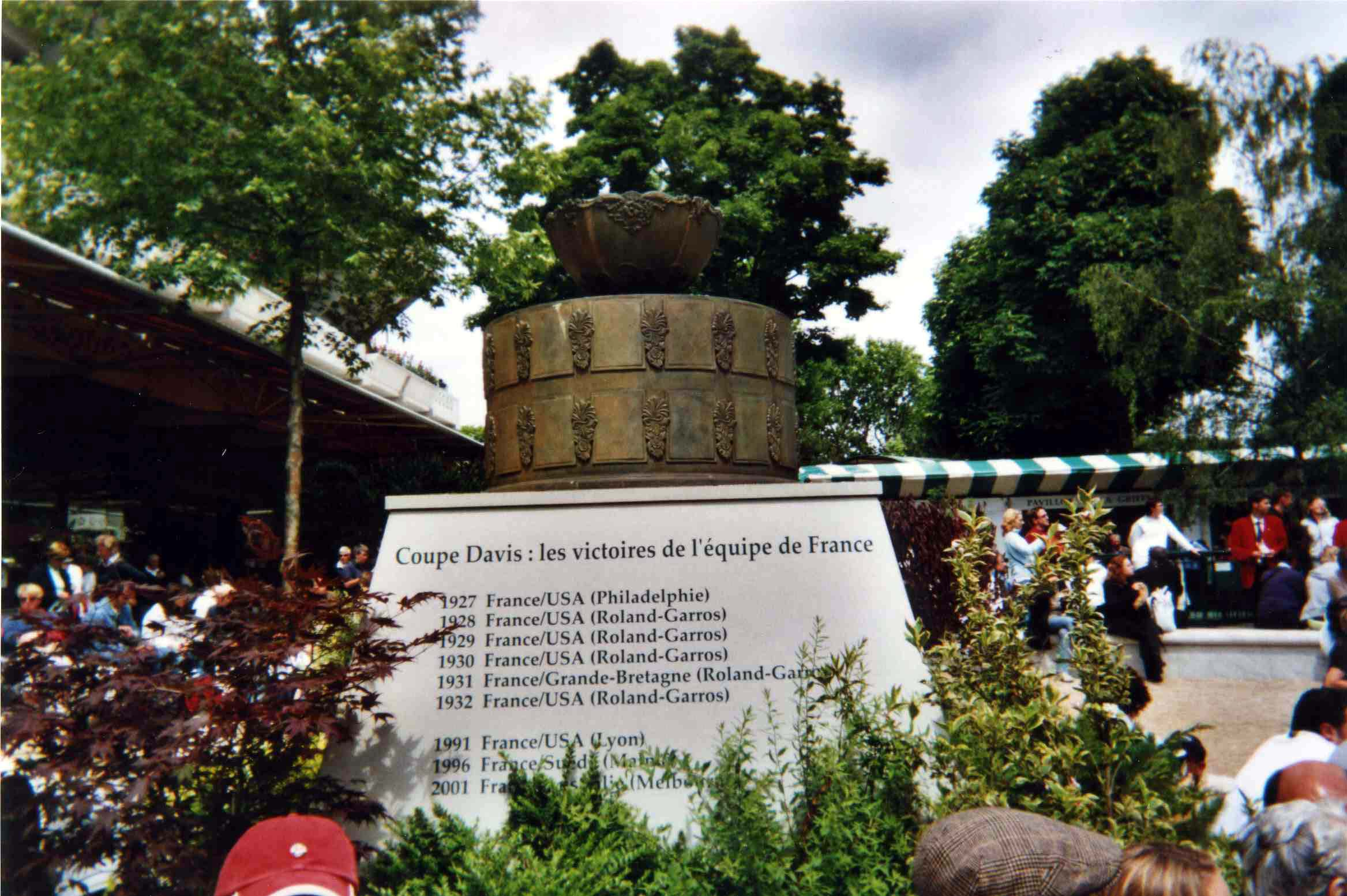
罗兰·加洛斯球场的法国戴维斯杯胜利纪念碑。

法国戴维斯杯代表队是法国男子网球队参加戴维斯杯的队伍，由法国网球联合会负责管理和组织参赛。法国于1904首次参加戴维斯杯，1927年首次夺冠。法国是戴维斯杯历史上第三成功的代表队，共获得10次冠军和9次亚军。